# Élections législatives srilankaises de 2024
Les élections législatives srilankaises de 2024 ont lieu de manière anticipée le 14 novembre 2024, pour élire les 225 députés du Parlement.

## Contexte

### Crise politico-financière
La crise économique sri-lankaise débute en 2021 sous la présidence de Gotabaya Rajapaksa. Le pays fait en effet face à une faillite catastrophique et s'avère incapable de rembourser une dette abyssale de 83 milliards de dollars accumulée en raison d’une gestion calamiteuse, d’investissements excessifs dans des projets ne générant aucun bénéfices, et de la pandémie de Covid-19. En avril 2022, le Sri Lanka annonce ne plus pouvoir payer sa dette extérieure, faisant donc défaut de 46 milliards de dollars.
Cette crise de la dette conduit à une crise de l'inflation, qui atteint 70 % en septembre 2022, des pertes d'emplois ainsi que des pénuries de biens de consommation importés, dont l'essence, l'électricité, le gaz, la nourriture et les médicaments dues au manque de liquidités étrangères.
Résultat du mécontentement grandissant, un mouvement massif de contestation populaire, l’Aragalaya (« lutte »), se propage au printemps 2022 dans toute l'île. D'abord en oppositions aux difficultés économiques, les manifestations redirigent rapidement la colère contre les frères Rajapaska au pouvoir, et revendiquent leur démission. Le 9 mai, après de violents affrontements entre partisans et opposants du pouvoir, le Premier ministre Mahinda Rajapaksa démissionne et est remplacé par Ranil Wickremesinghe. L’insurrection contraint finalement le président Gotabaya Rajapaksa à fuir son palais le 9 juillet puis le Sri Lanka le 13 juillet,,.
En l'absence du président, le Premier ministre Ranil Wickremesingue assure l'intérim à la tête de l'État. Cette décision provoque l'invasion du siège du gouvernement par les manifestants, et en réaction, le président par intérim décrète l'état d'urgence et le couvre-feu. Le 14 juillet les manifestants sont repoussés du parlement par les forces de police et se retirent du palais présidentiel et du siège du gouvernement. Le même jour, Gotabaya Rajapaksa déclare sa démission au président du Parlement. Dans ce cas, le premier ministre doit, selon la Constitution, exercer l'intérim jusqu'à l'élection d'un nouveau président par le Parlement. Malgré de nouvelles manifestation contre son élection, Ranil Wickremesinghe, soutenu par le clan Rajapaska, est élu président de la République par le Parlement le 20 juillet 2022, avec 134 voix sur 225. Il est assermenté le lendemain,,,,,.
Le nouveau président hérite d'une économie étranglée par une dette de 46 milliards de dollars, privée de réserves de change et en pleine récession. Il négocie alors un plan de sauvetage avec le Fonds monétaire international (FMI) qui finit par débloquer en avril 2023 le prêt d'une aide d'urgence de 2,9 milliards de dollars en échange d'une politique d'austérité brutale. Pour sortir le pays de la crise, Wickremesinghe coupe drastiquement dans les dépenses publiques et impose taxes et impôts sans mécanisme de protection sociale. Cette politique a pour résultat de faire revenir l'ordre dans la rue, de mettre fin aux pénuries, de diminuer la dette nationale à 17 milliards de dollars, de reconstituer les réserves de changes, de passer l'inflation sous la barre des 5%, et de faire repartir la croissance du PIB à la hausse, même si elle reste fragile,.
Mais cette politique a aussi un coût social considérable. La taxe sur la valeur ajoutée (TVA) à 18 % plombe le budget de la classe moyenne et des ménages modestes, déjà lourdement frappés par le triplement des prix de l’électricité, de l’essence et de la nourriture en quelques années. Le taux de pauvreté bondit de 11,3 % à près de 30 % entre 2019 et 2023, entraînant une explosion de l'insécurité alimentaire qui atteint un tiers de la population. Environ 600 000 personnes perdent leur emploi. Enfin, entre 2022 et 2023, 300 000 personnes partent du pays,,,.

### Élection présidentielle de 2024
Le 21 septembre, Anura Kumara Dissanayaka remporte l'élection présidentielle srilankaise de 2024, arrivant devant le chef de l'opposition Sajith Premadasa et le président sortant Ranil Wickremesinghe. Son assermentation a lieu le lendemain.
En consacrant pour la première fois l'élection d'un président de gauche, cette victoire met fin au bipartisme entre les partis du clan Rajapaksa et le Parti national uni de Ranil Wickremesinghe.
Le lendemain, il nomme Harini Amarasuriya au poste de Première ministre et dissout le Parlement, conformèment à sa promesse de campagne,.

## Système électoral
Le Parlement du Sri Lanka est un parlement unicaméral doté de 225 sièges pourvus pour six ans au scrutin proportionnel plurinominal avec listes ouvertes. Sur ce total, 196 sièges sont répartis dans 22 circonscriptions électorales de 4 à 20 sièges chacune en fonction de leur population, avec un minimum de 4 sièges pour chacune des 9 Provinces du Sri Lanka. Un seuil électoral de 12,5 % des suffrages exprimés s'applique dans ces circonscriptions : seuls les partis ayant dépassé ce seuil peuvent recevoir des sièges. Les 29 sièges restants sont quant à eux pourvus dans une unique circonscription nationale et répartis entre les partis en proportion de l'ensemble de leurs suffrages réunis dans les 22 circonscriptions. Les électeurs ont également la possibilité d'effectuer jusqu'à trois votes préférentiels pour des candidats de la liste choisie afin de faire monter leurs places dans celle-ci.
Le Sri Lanka étant une ancienne colonie britannique, et un ancien dominion du Commonwealth, le pays pratique le système de Westminster, couplé avec du bipartisme. Il y a donc un parti politique officiellement vainqueur, dont le chef deviendra le nouveau Premier ministre, et un chef de l'opposition. Comme il est impossible pour un simple parti politique d'obtenir la majorité parlementaire, le pays fonctionne avec des alliances de partis.

## Campagne
Le manifeste du nouveau président propose la rédaction puis son adoption par référendum d'une nouvelle Constitution instaurant un régime parlementaire avec un président de la République élu par le Parlement.

## Résultats
|                           |                                         |            |       |           |           |        |               |  |  |  |  |  |  |  |
| Parti                     | Parti                                   | Voix       | %     | Sièges    | Sièges    | Sièges | +/-           |  |  |  |  |  |  |  |
| Parti                     | Parti                                   | Voix       | %     | Districts | Nationaux | Total  | +/-           |  |  |  |  |  |  |  |
|                           | Pouvoir populaire national              | 6 863 186  | 61,56 | 141       | 18        | 159    | 156           |  |  |  |  |  |  |  |
|                           | Samagi Jana Balawegaya                  | 1 968 716  | 17,66 | 35        | 5         | 40     | 14            |  |  |  |  |  |  |  |
|                           | Nouveau Front démocratique              | 500 835    | 4,49  | 3         | 2         | 5      | 5             |  |  |  |  |  |  |  |
|                           | Sri Lanka Podujana Peramuna             | 350 429    | 3,14  | 2         | 1         | 3      | 142           |  |  |  |  |  |  |  |
|                           | Ilankai Tamil Arasu Kachchi             | 257 813    | 2,31  | 7         | 1         | 8      | 2             |  |  |  |  |  |  |  |
|                           | Sarvajana Balaya                        | 178 006    | 1,60  | 0         | 1         | 1      | 1             |  |  |  |  |  |  |  |
|                           | Congrès musulman du Sri Lanka           | 87 038     | 0,78  | 2         | 1         | 3      | 2             |  |  |  |  |  |  |  |
|                           | Voix démocratique unie                  | 83 488     | 0,75  | 0         | 0         | 0      | en stagnation |  |  |  |  |  |  |  |
|                           | Parti national uni                      | 66 234     | 0,59  | 1         | 0         | 1      | en stagnation |  |  |  |  |  |  |  |
|                           | Alliance nationale démocratique tamoule | 65 382     | 0,59  | 1         | 0         | 1      | 1             |  |  |  |  |  |  |  |
|                           | Front de gauche démocratique            | 50 836     | 0,46  | 0         | 0         | 0      | en stagnation |  |  |  |  |  |  |  |
|                           | Alliance démocratique nationale         | 45 419     | 0,41  | 0         | 0         | 0      | en stagnation |  |  |  |  |  |  |  |
|                           | All Ceylon Tamil Congress               | 39 894     | 0,36  | 1         | 0         | 1      | 1             |  |  |  |  |  |  |  |
|                           | Tamil Makkal Viduthalai Pulikal         | 34 440     | 0,31  | 0         | 0         | 0      | en stagnation |  |  |  |  |  |  |  |
|                           | All Ceylon Makkal Congress              | 33 911     | 0,30  | 1         | 0         | 1      | 1             |  |  |  |  |  |  |  |
|                           | Jaffna – Groupe indépendant 17          | 30 637     | 0,27  | 1         | 0         | 1      | 1             |  |  |  |  |  |  |  |
|                           | Alliance pour la lutte du peuple        | 29 611     | 0,27  | 0         | 0         | 0      | en stagnation |  |  |  |  |  |  |  |
|                           | Parti démocratique du peuple Eelam      | 28 985     | 0,26  | 0         | 0         | 0      | en stagnation |  |  |  |  |  |  |  |
|                           | Front démocratique national             | 25 444     | 0,23  | 0         | 0         | 0      | en stagnation |  |  |  |  |  |  |  |
|                           | Alliance nationale unie                 | 22 548     | 0,20  | 0         | 0         | 0      | en stagnation |  |  |  |  |  |  |  |
|                           | Parti travailliste du Sri Lanka         | 17 710     | 0,16  | 1         | 0         | 1      | 1             |  |  |  |  |  |  |  |
|                           | Autres partis                           | 121 986    | 1,09  | 0         | 0         | 0      | en stagnation |  |  |  |  |  |  |  |
|                           | Indépendants                            | 245 458    | 2,20  | 0         | 0         | 0      | en stagnation |  |  |  |  |  |  |  |
|                           |                                         |            |       |           |           |        |               |  |  |  |  |  |  |  |
| Suffrages exprimés        | Suffrages exprimés                      | 11 148 006 | 94,35 |           |           |        |               |  |  |  |  |  |  |  |
| Votes blancs et invalides | Votes blancs et invalides               | 667 240    | 5,65  |           |           |        |               |  |  |  |  |  |  |  |
| Total                     | Total                                   | 11 815 246 | 100   | 196       | 29        | 225    | en stagnation |  |  |  |  |  |  |  |
| Abstentions               | Abstentions                             | 5 325 108  | 31,07 |           |           |        |               |  |  |  |  |  |  |  |
| Inscrits / participation  | Inscrits / participation                | 17 140 354 | 68,93 |           |           |        |               |  |  |  |  |  |  |  |

## Suites
Le scrutin est remporté par le Pouvoir populaire national du nouveau président Anura Kumara Dissanayaka. Celui-ci remporte ainsi la majorité des deux-tiers, qui lui permet de faire voter ses réformes, ainsi que sa réforme de la Constitution. Le 16 novembre, le secrétaire général du parti au pouvoir, Tilvin Silva, confirme que la nouvelle Constitution sera adoptée par voie parlementaire, puis soumise à un référendum.